# 吉永浩二
吉永　浩二（よしなが　こうじ）は熊本県出身の日本の柔道家。中量級の選手。

## 人物
鎮西高校1年の時には早くもインターハイ団体戦で優勝を飾った。2年と3年の時は3位だった。また、3年の時は個人戦の重量級で3位に入った。
明治大学へ進学すると、1年の時から団体戦のレギュラーで活躍して優勝大会では2位になった。2年の時には新人体重別の重量級決勝で天理大学の奥田元則を破って優勝すると、優勝大会でも優勝を果たした。全日本学生選手権には中量級で出場するが、決勝で高校時代からのライバルだった明治大学では1学年下となる原吉実(吉永とは同じ年だが、浪人したために学年は1つ下となった)に合技で敗れた。3年の時には優勝大会で2連覇すると、体重別の中量級で3位になった。ロンドンで開催された世界学生では個人戦と団体戦で2冠を達成した。続く全日本学生選手権では決勝で早稲田大学の伏兵選手である宇津木房夫に内股で敗れてまたも2位だった。4年の時には優勝大会で2位にとどまった。全日本学生選手権では無差別に出場して決勝まで勝ち上がるが、分のよい相手だった東海大学の白瀬英春に大外刈で敗れて2位だった。
1974年には博報堂の所属となると、体重別で3位になった。

## 主な戦績
- 1967年 -　インターハイ　団体戦　優勝
- 1968年 -　インターハイ　団体戦　3位
- 1969年 -　インターハイ　個人戦　重量級　3位　団体戦　3位
- 1970年 -　優勝大会　2位
- 1971年 -　新人体重別　重量級　優勝
- 1971年 -　優勝大会　優勝
- 1971年 -　全日本学生選手権　中量級　2位
- 1972年 -　優勝大会　優勝
- 1972年 -　体重別　中量級 3位
- 1972年 -　世界学生　個人戦　優勝　団体戦　優勝
- 1972年 -　全日本学生選手権　中量級　2位
- 1973年 -　優勝大会　2位
- 1973年 -　全日本学生選手権　無差別　2位
- 1974年 -　体重別　中量級3位

(出典、JudoInside.com)。